# 哈薩克斯坦證券交易所
哈薩克斯坦證券交易所是一所位于哈薩克斯坦阿拉木圖的证券交易所，该交易所成立于1993年。
所有企業股份市值合共607億美元（4713億港元，以及47504億日圓）。

## 历史
1993年11月15日，哈萨克斯坦推出了自己的货币坚戈。第二天，即1993年11月17日，哈萨克斯坦国家银行和23家地方主要商业银行决定成立货币交易所。之前存在的银行间货币交易执行中心（货币交易所）曾经是哈萨克斯坦国家银行的一个结构性单位。新交易所的主要任务是在实行坚戈后建立和发展国家货币市场。1993年12月30日，该交易所作为一家封闭式股份公司成立，名称为哈萨克斯坦银行间货币交易所。
1994年3月3日，由于需要将交易所的名称与现行法律相匹配，该交易所以哈萨克斯坦银行间货币交易所的名称重新注册。
1995年7月12日，在股东决定让该交易所开始在证券市场上经营后，该交易所以哈萨克斯坦银行间货币和证券交易所的名称重新注册。1995年10月2日，该交易所获得了进行股票交易的第1号许可证，但该许可证只包括经营政府证券交易的权利。1996年4月12日，该交易所以哈萨克斯坦证券交易所的名义重新注册，因为现行法律禁止该交易所履行商品交易所的职能。1996年11月13日，该交易所获得哈萨克斯坦共和国国家证券委员会颁发的经营证券交易的无限制许可证。
由于1997年3月5日哈萨克斯坦共和国新的 "证券法 "限制证券交易所的业务只限于证券，1997年4月股东大会决定对其进行重组，使其成为单独的封闭式股份公司阿拉木图金融工具交易所（AFINEX），该公司于1997年7月30日注册。从1997年9月1日起，外币和期货合同的交易转移到AFINEX交易大厅。交易所本身于1997年7月进行了重新登记，保留了以前的名称。
随着1998年7月10日哈萨克斯坦共和国 "关于修改和补充哈萨克斯坦共和国关于股份公司的一些法律 "的法令生效，禁止交易所经营除证券以外的外币和金融工具交易的禁令被取消，这使得AFINEX能够与交易所建立联系。1999年1月6日的股东大会作出了有关决定，1999年3月16日，国家对合并后的交易所进行了适当的重新登记。
2006年12月15日，KASE被授权为阿拉木图地区金融中心的特别交易大厅。2007 年 8 月 23 日，KASE 股东大会决定将 KASE 商业化。作为KASE商业化的一部分，取消了以前的 "一个股东--一票 "的投票原则，采用了传统的 "一股--股东大会一票 "的原则。

## KASE的形成与发展的主要阶段
| 1993 | 开始进行外汇交易                                    |
| 1995 | 开始政府证券交易                                    |
| 1996 | 开始进行期货合约交易                                |
| 1997 | 上市股票、国有股、非上市证券开始交易                |
| 1998 | 在KASE上启动直接交易系统 开始交易哈萨克斯坦欧洲债券 |
| 1999 | 上市公司债券和市政债券开始交易 启动Nego回购市场     |
| 2001 | 国际金融机构债券交易开始 启动汽车回购市场           |

## 連結
- www.kase.kz/en/（页面存档备份，存于）